# Сохино (Зарайский район)
Сохино — деревня в Зарайском районе Московской области, в составе муниципального образования сельское поселение Каринское (до 29 ноября 2006 года входила в состав Макеевского сельского округа).

## Население
| 2002 | 2006 | 2010 |
| ---- | ---- | ---- |
| 11   | ↘1   | ↗12  |

## География
Сохино расположено в 22 км на юго-восток от Зарайска, у границы с Рязанской областью, на малой реке Сохиния бассейна Вожа, высота центра деревни над уровнем моря — 152 м.

## История
Сохино впервые упоминается в Окладных книгах 1676 года, в XVII веке — как пустошь Подлесная, Сохино тож. Позже, в XVIII веке, принадлежала Петру Пушкину, затем Льву Пушкину.
В 1790 году в деревне числилось 12 дворов и 168 жителей, в 1858 году — 37 дворов и 144 жителя, в 1906 году — 35 дворов и 305 жителей. В 1929 году был образован колхоз «За новую жизнь», с 1950 года — в состав колхоза «Коммунист», с 1960 года — в составе совхоза «Красный колос».